# Gunung Kuala Beurieung
Gunung Kuala Beurieung är ett berg i Indonesien.   Det ligger i provinsen Aceh, i den västra delen av landet, 1 700 km nordväst om huvudstaden Jakarta. Toppen på Gunung Kuala Beurieung är 440 meter över havet.
Terrängen runt Gunung Kuala Beurieung är huvudsakligen kuperad, men söderut är den platt.Runt Gunung Kuala Beurieung är det glesbefolkat, med 19 invånare per kvadratkilometer. I omgivningarna runt Gunung Kuala Beurieung växer i huvudsak städsegrön lövskog.